# Microcymatura antennalis
Microcymatura antennalis là một loài bọ cánh cứng trong họ Cerambycidae.